# Bunker (Balthazar)
Bunker is een nummer van de Belgische indierockband Balthazar uit 2015. Het is de derde single van hun derde studioalbum Thin Walls.
Zanger en gitarist Jinte Deprez zei over het nummer: "Ik kwam thuis, zette de tv aan en er was een commercial met vreselijke muziek eronder. Toen ben ik naar boven gehold, naar mijn studiootje dat ik 'The Bunker' noem - het was nogal een claustrofobisch kot. Ik wilde een betere reclamesoundtrack schrijven. Bescheiden ambities, maar het resultaat was een leuke song en die werktitel is nooit meer veranderd." Het nummer werd een klein hitje in Vlaanderen, waar het de 8e positie behaalde in de Tipparade. Hoewel het nummer in Nederland geen hitlijsten behaalde, werd het er wel een radiohit.